# Instituto de Investigaciones Psicológicas
El Instituto de Investigaciones Psicológicas - IIPsi - es un organismo gubernamental de ciencia y tecnología dependiente del Consejo Nacional de Investigaciones Científicas y Técnicas (CONICET) y de la Universidad Nacional Córdoba (UNC). Está radicado en el edificio de la Facultad de Psicología de la UNC, en la ciudad de Córdoba, Argentina. Fue creado en el año 2017 como Unidad Ejecutora en el ámbito del Centro Científico Tecnológico Córdoba, organización regional de CONICET.
A pesar de su reciente creación, posee una importante trayectoria científica en el contexto de la Psicología y de las Ciencias del Comportamiento en la Argentina, representada por la actividad de los Laboratorios, Centros y Grupos de Investigación que lo originaron, y que hoy conforman la institución. En el IIPsi desarrollan actividades académicas 19 investigadores de la carrera de investigador/a científico/a de CONICET, 49 becarios doctorales y posdoctorales, 12 docentes-investigadores de la Universidad Nacional de Córdoba y cuatro integrantes de la carrera de personal de apoyo académico.

## Objetivos
- Fortalecer las áreas tradicionales y emergentes de investigación de la Psicología, a la vez que fomentar el desarrollo de nuevos ámbitos de indagación científica, garantizando procesos de generación de conocimientos de alta calidad.
- Propiciar la integración en redes institucionales y académicas regionales e internacionales.
- Desarrollar investigaciones de alta relevancia social orientadas bajo la óptica de lo público y por una racionalidad pluralista y respetuosa de las diversas tradiciones teóricas y metodológicas.
- Fomentar la realización de investigaciones articuladas a partir de demandas de las organizaciones de la sociedad civil, tercer sector, e instituciones del sector público.
- Potenciar políticas efectivas de articulación y vinculación con la comunidad, a través de proyectos de transferencia y de extensión.
- Desarrollar una comunicación pública de la ciencia que efectivamente colabore con la democratización del conocimiento científico.
- Propiciar la transferencia de las contribuciones científicas de los miembros del Instituto a instancias de formación de grado y posgrado en universidades de gestión pública.[5]

## Grupos de Investigación
- Grupo de Investigación en Conductas Adictivas durante el Desarrollo

- Equipo de Psicología Política
- Colectiva de investigación y acción con juventudes (CIAJu)
- Programa de Investigación en Estudios Psicoanalíticos. Ética, discurso y subjetividad
- Grupo de Investigación en Violencia (GrIV)
- Calandria
- Observatorio de Adolescencia
- Laboratorio de Psicología
- Equipo de Investigación sobre Historia de la Psicología en Córdoba
- Grupos de Estudio en Psicología y Lenguaje (GEPyL)
- Laboratorio de Psicología de la Personalidad (LPP)
- Laboratorio de Comportamiento Interpersonal (LACI)
- KuskaRuway. Investigación en Psicología y Economía Comportamental
- Grupo de Ciencias Cognitivas
- Unidad de Investigación en Neuropsicología Clínica (UNEC)
- Grupo de Investigación en Primera Infancia
- Equipo de Investigación en Violencia institucional, Resistencias y Militancias juveniles

## Autoridades
Directora: Silvina Brussino
Vicedirector: Marcos Cupani
Consejo directivo: Ana Pamela Paz García, Pablo Barttfeld, Juan Carlos Godoy, Angelina Pilatti, Cecilia Reyna, Marcos Cupani, Manuel Bruzzone y Carla Lucero.